# 60 Piscium
60 Piscium är en gul jätte som ligger i Fiskarnas stjärnbild.
60 Piscium har visuell magnitud +5,96 och är synlig för blotta ögat vid god seeing. Stjärnan befinner sig på ett avstånd av ungefär 460 ljusår.